# Antonio Blado
Antonio Blado (Asola, 1490 – Rome, février 1567) est un imprimeur italien.

## Biographie
Antonio Blado est actif à Rome dès 1516, année où il publie ses deux premiers ouvrages : Mirabilia Urbis Romae et Decalogus de sancto Paulo de Paul de Thèbes. Son imprimerie est située à proximité immédiate de la place Campo de' Fiori, le long de la via Mercatoria in aedibus D. I. Baptistae de Maximis, au siècle précédent déjà siège de la première imprimerie installée par Arnold Pannartz et Konrad Sweynheim.
En 1527, il entre en possession des fontes de caractères appartenant à Ludovico degli Arrighi.
En 1549, il devient l'imprimeur de la Curie, son activité se développe (il emploie six ou sept typographes) et se conservera avec ses héritiers. Parfois, il imprime également à Rieti et Foligno.
Il reste de bonnes impressions du Discours de Nicolas Machiavel (1531), des Exercices spirituels de saint Ignace (1548) et des Antiquités de Rome d'Andrea Palladio, Orlando furioso en 1533 (exemplaire conservé au British Museum). En 1539, à l'instigation du cardinal Alexandre Farnèse, il commence à imprimer des livres en grec d'après les manuscrits conservés au Vatican, avec pour collaborateurs d'autres typographes experts dans la langue, tels le vénitien Stefano Nicolini da Sabbio, ainsi que d'autres en hébreu.
Baldo est le second imprimeur, après Valerio Dorico, à utiliser les caractères mobiles pour la musique en une seule impression. Il publie, en 1538, les Madrigale de M. Constantio Festa libro primo. Il imprime le Secondo libro de i madrigali (1551) de Giovanni Animuccia, Psalmorum quatuor vocum liber primus (1559) de Guerrero, le Libro secondo de madrigali (1563) de Zoilo et La nuova et armonica compositione a quattro voci (1564) de  Martelli et, pour ou avec Antonio Barrè, il imprime les livres de madrigaux de Francesco Menta (1560) et d'Orlando di Lasso (1563).
Antonio Blado meurt entre le 1er et le 17 février 1567, ayant publié, tant dans l'éphémère que le durable, environ 1 200 livres ou brochures, bulles et décrets. Ses héritiers cumuleront plus de 1700 de ces productions.
Ses fils, Bartolomeo, Orazio, Stefano († 1585) et surtout Paolo Blado, ont tous été de discrets imprimeurs. Paolo a poursuivi l'activité de son père jusqu'à sa mort en 1594 et l'entreprise transmise à sa veuve Porzia († 1624) est gérée, toujours sous le nom de Blado, par Rodolfo Silvestri jusqu'en 1609, date à laquelle l'imprimerie perd le privilège papal et produit sous un autre nom jusqu'en 1626.